# ميخائيل جاي شابيرو
ميخائيل جاي شابيرو (بالإنجليزية: Michael J. Shapiro)‏ هو أستاذ جامعي وفيلسوف أمريكي، ولد في 16 فبراير 1940.